# Necrowretch
Necrowretch ist eine französische Death-Metal-Band aus Valence, die im Jahr 2008 gegründet wurde.

## Geschichte
Sechs Monate nachdem Vlad im Alter von 19 Jahren seine erste Gitarre erworben und die ersten Lieder auf seinen Computer abgespeichert hatte, machte er sich auf die Suche nach einem Schlagzeuger. Nachdem dieser gefunden worden und die Band im Jahr 2008 gegründet worden war, erschien im Jahr 2009 das Demo Rising from Purulence. Bei Proben vor Freunden war unter denen auch Florent „Amphycion“ Brunet-Manquat anwesend, der durch das Duo beeindruckt diesen als Bassist beitrat. Als Trio folgten Auftritte sowie ein weiteres Demo im Juli 2009. Dadurch wurde das belgische Label Detest Records auf die Gruppe aufmerksam, das die Demos auf Audiokassette veröffentlichte. Im Jahr 2010 spielte die Band auf dem Killtown Deathfest in Kopenhagen. Über Detest Records erschienen die EPs Putrefactive Infestation (2011) und Now You’re in Hell (2012). Mit dem Schlagzeuger Desecrator spielte Necrowretch als Vorband für die zukünftigen Labelkollegen bei Century Media Asphyx im März 2012 in Essen. Daraufhin erreichte Necrowretch dann einen Plattenvertrag bei Century Media. Innerhalb von zehn Tagen nahm die Gruppe im Sommer 2012 das Debütalbum Putrid Death Sorcery in Brüssel mit Phorgath von Enthroned auf. Auf dem Album sind neun neue und zwei alte Demosongs, die jedoch neu aufgenommen wurden, enthalten. Bei den Aufnahmen war Schlagzeuger Mörkk anwesend. Der Tonträger erschien im Jahr 2013. Mit dem Schlagzeuger Desecrator spielte die Band 2013 auf dem Leipziger Deathkult Festival. 2014 trat Necrowretch auf dem Party.San auf.

## Stil
Laut Olivier „Zoltar“ Badin in der Bandbiografie auf centurymedia.com wurde der Gitarrist und Sänger durch das Death-Album Scream Bloody Gore dazu beeinflusst, Musik zu machen. Zudem gab Vlad an, durch seinen Bruder beeinflusst worden zu sein. Er höre seit seinem siebten Lebensjahr Iron Maiden und habe mit 12 Painkiller entdeckt. Danach habe er sich an extremeren Metal herangetastet und Black Metal gehört, ehe er das erste Death-Album entdeckt habe. Laut Vlad habe man sich mit der Veröffentlichung von Putrid Death Sorcery von den Vergleichen mit Autopsy und Nihilist lösen können. Als Einflüsse habe man auch versucht Merciless, Grotesque, südamerikanische Bands sowie Marduk einzuarbeiten. In dem Album gehe es um einen ehemaligen Priester namens „The Necrowretch“ oder „The Priest of Doom“ durch die Welt ziehe, um Seelen zu pervertieren, anstatt sie zu retten. Im Interview mit Kai Krings vom Metal Hammer gab Vlad an, dass die Band durch Death- und Black-Metal-Bands beeinflusst wurde. Besonders am Anfang sei man durch Gruppen wie Nihilist, Repugnant oder Dismember beeinflusst worden. Er ordne Necrowretch jetzt jedoch zwischen Grotesque, Merciless und Marduk ein. Laut Krings schreibe Vlad sämtliche Riffs und Texte sowie Schlagzeug- und Bassfiguren. Vlad verwerte jedoch auch gelegentlich die Ideen der anderen Bandmitglieder. Vlad führte zudem den Inhalt des Debütalbums weiter aus: Es handele von einem früheren Priester, der vom Bösen verführt worden sei, das ihn in eine Dämonenspinne verwandelt habe. Er vollführe eine unheilige Inquisition über alle Lebenden und beschwöre Tote herauf, um sie zu befreien. In seiner Rezension zu Putrid Death Sorcery schrieb Robert Müller vom Metal Hamer, dass die Band Retro-Death-Metal spiele. Die Band vermische zwar ein paar ungewöhnliche Elemente, diese seien jedoch auch nicht wirklich neu. Die Musik erinnere ihn an Merciless, was schwedischer Death Metal mit Thrash-Metal-Elementen und Black-Metal-Gesang sei. Die Lieder würden jedoch alle gleich klingen, was sie mit Impaled Nazarene gemeinsam hätten.

## Diskografie
- 2008: Demo 2008 (Demo, Eigenveröffentlichung)
- 2009: Rising from Purulence (Demo, Eigenveröffentlichung)
- 2010: Necrollections (Demo, Aural Offerings Records)
- 2011: Putrefactive Infestation (EP, Detest Records)
- 2011: Ripping Souls of Sinners (Kompilation, Detest Records)
- 2012: Now You're in Hell (EP, Detest Records)
- 2013: Putrid Death Sorcery (Album, Century Media)
- 2013: Bestial Rites 2009–2012 (Kompilation, Century Media)
- 2014: Even Death May Die (EP, Century Media)
- 2015: With Serpents Scourge (Album, Century Media)
- 2017: Satanic Slavery (Album, Season of Mist Underground Activists)
- 2018: Welcome to Your Funeral (Live-Album, Triumph Ov Death)
- 2020: The Ones from Hell (Album, Season of Mist Underground Activists)
- 2024: Swords of Dajjal (Album, Season of Mist Underground Activists)